# Franz Seitz Jr.
Franz Seitz Jr. (Monaco di Baviera, 22 ottobre 1921 – Monaco di Baviera, 19 gennaio 2006) è stato un produttore cinematografico, sceneggiatore e regista tedesco.
Anche suo padre Franz Seitz Sr. era un regista.

## Filmografia parziale

### Produttore
- Der letzte Schuß (1951)
- Accadde il 20 luglio (Es geschah am 20. Juli) (1955)
- Der Meineidbauer (1956)
- Kleiner Mann - ganz groß (1957)
- Die Zwillinge vom Zillertal (1957)
- I diavoli verdi di Montecassino (Die grünen Teufel von Monte Cassino) (1958)
- Mein Schatz ist aus Tirol (1958)
- La baronessa di fuoco (Operazione Sigfrido) (Die feuerrote Baronesse) (1959)
- Bei der blonden Kathrein (1959)
- Balletti rosa (Die zornigen jungen Männer) (1960)
- Isola Bella (1961)
- Der verkaufte Großvater (1962)
- Il letto rosa (Das schwarz-weiß-rote Himmelbett) (1962)
- Suspect (Venusberg) (1963)
- Orizzontale di lusso (Moral 63) (1963)
- Lausbubengeschichten (1964)
- L'incesto (Wälsungenblut) (1965)
- Die Herren (1965)
- An der Donau, wenn der Wein blüht (1965)
- Tante Frieda - Neue Lausbubengeschichten (1965)
- I turbamenti del giovane Torless (Der junge Törless) (1966)
- I dolci peccati di Venere (Grieche sucht Griechin) (1966)
- Onkel Filser - Allerneueste Lausbubengeschichten (1966)
- Venere va alla guerra (Fast ein Held) (1967)
- Katiuscia (Liebesnächte in der Taiga) (1967)
- Wenn Ludwig ins Manöver zieht (1967)
- Cronaca di Anna Magdalena Bach (Chronik der Anna Magdalena Bach) (1968)
- Il sesso degli angeli (1968)
- Die Lümmel von der ersten Bank - 1. Trimester: Zur Hölle mit den Paukern (1968)
- Die Lümmel von der ersten Bank - 1. Trimester: Zur Hölle mit den Paukern (1968)
- Il matrimonio perfetto (Van de Velde: Die vollkommene Ehe) (1968)
- Pepe, der Paukerschreck - Die Lümmel von der ersten Bank, III. Teil (1969)
- Ludwig auf Freiersfüßen (1969)
- Hurra, die Schule brennt - Die Lümmel von der ersten Bank IV. Teil (1969)
- Wir haun die Pauker in die Pfanne - Die Lümmel von der ersten Bank, V. Teil (1970)
- Primo amore (Erste Liebe) (1970)
- Morgen fällt die Schule aus - Die Lümmel von der ersten Bank, VI. Teil (1971)
- Der Kapitän (1971)
- Betragen ungenügend! (1972)
- Il pedone (Der Fußgänger) (1973)
- Das fliegende Klassenzimmer (1973)
- Il tamburo di latta (Die Blechtrommel) (1979)
- La montagna incantata (Der Zauberberg) (1982)
- Doktor Faustus (1982)
- Big Mäc (1985)
- Posseduta (Sukkubus - den Teufel im Leib) (1989)

### Sceneggiatore
- Die Sterne lügen nicht (1950)
- Kleiner Mann - ganz groß (1957)
- Il letto rosa (Das schwarz-weiß-rote Himmelbett) (1962)
- Lausbubengeschichten (1964)
- L'incesto (Wälsungenblut) (1965)
- Die schwedische Jungfrau (1965)
- Die Herren (1965)
- Tante Frieda - Neue Lausbubengeschichten (1965)
- I dolci peccati di Venere (Grieche sucht Griechin) (1966)
- Wenn Ludwig ins Manöver zieht (1967)
- Il sesso degli angeli (1968)
- Die Lümmel von der ersten Bank - 1. Trimester: Zur Hölle mit den Paukern (1968)
- Il matrimonio perfetto (Van de Velde: Die vollkommene Ehe) (1968)
- Zum Teufel mit der Penne - Die Lümmel von der ersten Bank, 2. Teil (1968)
- Pepe, der Paukerschreck - Die Lümmel von der ersten Bank, III. Teil (1969)
- Ludwig auf Freiersfüßen (1969)
- Hurra, die Schule brennt - Die Lümmel von der ersten Bank IV. Teil (1969)
- Wir haun die Pauker in die Pfanne - Die Lümmel von der ersten Bank, V. Teil (1970)
- Morgen fällt die Schule aus - Die Lümmel von der ersten Bank, VI. Teil (1971)
- Betragen ungenügend! (1972)
- Das fliegende Klassenzimmer (1973)
- Il tamburo di latta (Die Blechtrommel) (1979)
- Doktor Faustus (1982)
- Big Mäc (1985)
- Posseduta (Sukkubus - den Teufel im Leib) (1989)

### Regista
- Ein Mädchen aus Paris (1954)
- Die Herren (1965)
- Ludwig auf Freiersfüßen (1969)
- Der Paukenspieler (1971)
- Unordnung und frühes Leid (1977)
- Abelard (1977)
- Die Jugendstreiche des Knaben Karl (1977)
- Doktor Faustus (1982)
- Erfolg (1991)